# Gnomidolon nympha
Gnomidolon nympha är en skalbaggsart som beskrevs av Thomson 1865. Gnomidolon nympha ingår i släktet Gnomidolon och familjen långhorningar. Inga underarter finns listade i Catalogue of Life.